# Falco (série télévisée française)
Pour les articles homonymes, voir Falco.
Ne doit pas être confondu avec Falco (série télévisée américaine).
Falco est une série télévisée française en trente épisodes de 52 minutes créée par Clothilde Jamin et diffusée du 20 juin 2013 au 28 avril 2016 sur TF1. Elle est rediffusée à partir du 26 septembre 2017 sur Polar+. Elle est l'adaptation française de la série allemande Mick Brisgau, créée par Robert Dannenberg et Stefan Scheich.

## Synopsis
En mai 1991, l'inspecteur Alexandre Falco est atteint d'une balle dans la tête et sombre dans le coma. Vingt-deux ans plus tard, il sort du sommeil profond et découvre qu'autour de lui, les choses ont beaucoup changé : sa femme Carole a refait sa vie et sa fille Pauline est devenue adulte. Ayant refusé la retraite proposée par son ancien équipier devenu commissaire, il réintègre les rangs de la police et mène, en tant que lieutenant de police, les enquêtes avec le sérieux de son coéquipier Romain Chevalier…

## Distribution
- Sagamore Stévenin : Inspecteur puis lieutenant de police Alexandre Falco (saisons 1 à 3, récurrent saison 4)
- Clément Manuel : lieutenant de police Romain Chevalier (saisons 1 à 4)
- Alexia Barlier : brigadier de police Éva Blum (saisons 1 à 4)
- Anne Caillon : commissaire de police Cécile Perriggi (invitée saison 2, principale saisons 3 et 4)
- Arno Chevrier : commissaire de police Jean-Paul Ménard (saisons 1 et 2)
- Michèle Garcia : Hélène van den Bluxen, médecin légiste (saison 4)
- Franck Monsigny : Philippe Cheron, médecin légiste et compagnon de Carole (saisons 1 à 4)
- Saïda Jawad : Sonia Vasseur, psychologue (saison 1)
- Mathilde Lebrequier : Carole Sarda-Falco (saisons 1 à 4)
- Marie Béraud : Pauline Falco, fille d'Alexandre et Carole (saisons 1 à 4)
- Lilly-Fleur Pointeaux : Joy, compagne de Chevalier (depuis la saison 2)
- Romane Portail : Éléonore, fille de Jean-Paul Ménard (saisons 2 et 3)
- Magali Miniac : Laure Spitzer (saisons 2 et 3)
- David Kammenos : lieutenant de police Maxime Kucing (saison 4)
- Anne Sila : Claudia (saison 4)
- Gianni Giardinelli : Cédric, compagnon d'Éléonore (saison 3)
- Gaëtan Mounier : Jules (saison 1)

## Fiche technique
- Titre : Falco
- Création : Clothilde Jamin
- Direction artistique : Clothilde Jamin (saisons 1, 2, 3 et 4), Olivier Dujols (saisons 2, 3 et 4)
- Réalisation : Alexandre Laurent, Thierry Petit, Marwen Abdallah, Julius Berg, Julien Despaux, Jean-Christophe Delpias
- Scénario : Clothilde Jamin, Hélène Duchâteau, Olivier Dujols, Stéphane Carrié, Grigori Mioche, Alexandre Laurent, Julien Teisseire, Sullivan Le Postec, Pierre-Gilles Stehr, Sven Jacquet
- Décors : Julie Sfez
- Costumes : Sarah Meriaux
- Photographie : Marc Falchier
- Montage : Jean de Garrigues, Ludivine Saes, Frédéric Viger, Nicolas Pechitch, Bénédicte Gellé
- Musique : Alexandre Fortuit
- Casting : Gwendale Schmitz (saison 1), Léa Coquin (saisons 2, 3)
- Directeur de production : José de Hita
- Pré & Post-Production : Marie-Line Lafont
- Producteur : Stéphane Marsil
- Sociétés de production : Beaubourg Audiovisuel
- Diffuseur : TF1
- Budget : 6,5 millions d'euros pour la première saison[réf. nécessaire]
- Pays d'origine :  France
- Langue originale : français
- Format : couleur
- Genre : série policière
- Durée : 55 minutes

## Épisodes

### Première saison (2013)
1. Un nouveau départ
2. Zones d'ombre
3. Le Petit Chaperon rouge
4. Rencontres assassines
5. Le Réveil
6. Tête à tête avec la mort

### Deuxième saison (2014)
1. Comme des frères
2. La Mort dans l'âme
3. Au clair de la lune
4. Dans la peau
5. Samaël
6. Artifices

### Troisième saison (2015)
1. Chaos (partie 1/2)
2. Chaos (partie 2/2)
3. À la folie
4. À l'état brut
5. Sans pitié
6. Sacrifices
7. Sous les cendres
8. Vox populi
9. Intoxications
10. Babylone

### Quatrième saison (2016)
TF1 a commandé une quatrième et dernière saison de huit épisodes pour 2016. Sagamore Stévenin, interprète principal, a décidé de quitter la série pour « différends scénaristiques ». Il sera toutefois présent dans les quatre premiers épisodes pour conclure convenablement l'histoire de son personnage et sera ensuite remplacé par David Kammenos. La saison commence le 7 avril 2016 sur TF1 et se termine le 28 avril 2016. Faute d'audiences, cette saison sera la dernière tournée par TF1.
1. Double Peine (partie 1)
2. Double Peine (partie 2)
3. Asphyxie
4. Dernière danse
5. Loin des yeux
6. Le Poids du silence
7. Faux-semblants
8. Parabellum

## Distinctions
- 2013 : Prix du public de la meilleure nouvelle série de l’année 2012/2013 au Festival de la fiction TV de La Rochelle[5].
- 2014 : Laurier de la radio et de la télévision de la meilleure série (remis le 17 février 2014).
- 2014 : Nommée dans la catégorie « Meilleur téléfilm - série télévisée » aux Globes de cristal.

## Coffrets DVD/Blu-ray
La première saison est sortie en DVD et en Blu-ray le 7 août 2013.
La deuxième saison est sortie en DVD et en Blu-ray le 25 juin 2014.
La troisième saison est sortie en DVD le 17 juin 2015.
La quatrième saison est sortie en DVD le 6 décembre 2016.